# Castello di Falkenstein
Il castello di Falkenstein è un alto castello medievale nelle montagne dello Harz. Appartiene al comune di Pansfelde, nella città di Falkenstein/Harz, distretto dello Harz in Sassonia-Anhalt, Germania.
La struttura di base fu costruita intorno alla metà del XII secolo. Nei secoli successivi, ci furono ripetuti cambiamenti strutturali. Il castello di Falkenstein è un museo dal 1946. Quando la Fondazione culturale Sassonia-Anhalt (in tedesco: Kulturstiftung Sachsen-Anhalt) fu creata nel 1996, il castello di Falkenstein divenne parte del patrimonio della fondazione. Nel 1998 la fondazione ha assunto la gestione del museo.

## Posizione geografica
Il castello di Falkenstein si trova nelle montagne del Basso Harz, nel parco naturale dell'Harz. Si trova tra Mägdesprung (distretto settentrionale di Harzgerode) e Meisdorf (distretto sud-occidentale di Falkenstein/Harz) su una cresta rocciosa (circa 320 m s.l.m.) a sud nella valle del Selke. In un paesaggio boscoso, è circondato dalla riserva naturale della Valle di Selke a circa 1,3 km a ovest-nord-ovest.
Circa 1,8 km a ovest-sud-ovest si trova la fortezza del castello di Alter Falkenstein.

## Storia
Il castello di Falkenstein fu costruito tra il 1120 e il 1150 dai signori di Konradsburg, che da allora in poi si chiamarono conti von Falkenstein.
Secondo la leggenda, il castello di Falkenstein ha le sue origini in un omicidio: intorno al 1080, il nobile sassone Egeno II di Konradsburg uccise il conte Adalberto II di Ballenstedt in un combattimento, al termine del quale l'assassino sarebbe stato costretto a rinunciare alla sua sede familiare per essere convertito in un monastero. Come risultato, il figlio di Egeno, Burchard di Konradsburg, fece costruire il nuovo castello di Falkenstein.
Nel 1220, durante il regno del principe Enrico di Anhalt, il ministeriale dell'Anhalt, Eike di Repgow, redasse lo Specchio Sassone, ossia il primo libro di legge tedesco, dedicandolo al suo mecenate ovvero Hoyer di Falkenstein. Nel 1437 il castello fu dato in feudo dal vescovado di Halberstadt alla casa di Asseburg, nelle cui mani il castello rimase fino alla sua confisca dopo la seconda guerra mondiale.
Il castello fu uno dei vari sfondi della serie per bambini in sette parti girata dalla televisione della DDR, Spuk unterm Riesenrad, e una delle location del film fiabesco Schneeweißchen e Rosenrot ("Biancaneve e Rosa Rossa"), oltre a comparire nell'episodio Die Entdeckung di Polizeiruf 110.

## Descrizione

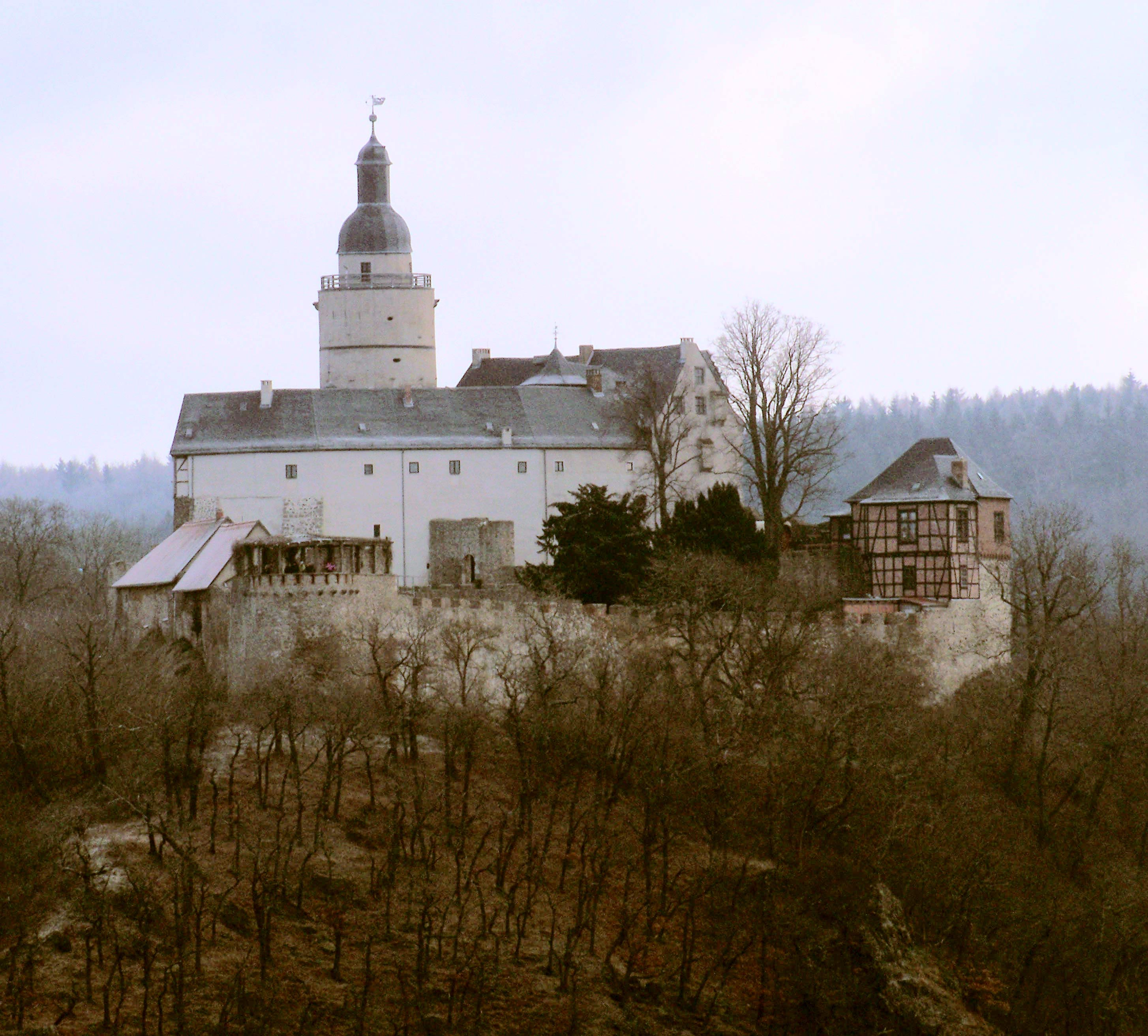
Veduta del castello

Il castello originale di Falkenstein fu costruito tra il 1120 e il 1150 in stile romanico. Anche se da allora è stato spesso modificato, soprattutto nella metà del XVI secolo, conserva ancora il suo carattere di castello medievale.
Il castello era protetto da sette porte e da una massiccia fortificazione esterna. Il lato su cui erano previsti gli attacchi principali aveva un muro di scudi alto 17 metri.
Il sito del castello copre un'area di circa 310 × 90 metri. Originariamente, un ponte di legno collegava il bergfried a circa 9 metri di altezza al palazzo nell'angolo nord-ovest. Modifiche successive collegarono gli edifici.